# Ogar irlandez
Ogarul irlandez este o rasă de câine din Irlanda. Este una din cele mai înalte rase. Există dovezi conform cărora rasa există în Irlanda încă din anul 7000 î. Hr.